# المحرم (شهر)
- السبت
- الأحد
- الاثنين
- الثلاثاء
- الأربعاء
- الخميس
- الجمعة

- 2521 يونيو 2025
- 2622 يونيو 2025
- 2723 يونيو 2025
- 2824 يونيو 2025
- 2925 يونيو 2025
- 126 يونيو 2025
- 227 يونيو 2025
- 328 يونيو 2025
- 429 يونيو 2025
- 530 يونيو 2025
- 61 يوليو 2025
- 72 يوليو 2025
- 83 يوليو 2025
- 94 يوليو 2025
- 105 يوليو 2025
- 116 يوليو 2025
- 127 يوليو 2025
- 138 يوليو 2025
- 149 يوليو 2025
- 1510 يوليو 2025
- 1611 يوليو 2025
- 1712 يوليو 2025
- 1813 يوليو 2025
- 1914 يوليو 2025
- 2015 يوليو 2025
- 2116 يوليو 2025
- 2217 يوليو 2025
- 2318 يوليو 2025
- 2419 يوليو 2025
- 2520 يوليو 2025
- 2621 يوليو 2025
- 2722 يوليو 2025
- 2823 يوليو 2025
- 2924 يوليو 2025
- 3025 يوليو 2025

المُحَرَّم (بالألف واللام دائمًا) أول الشهور العربية. وكان اسمه في الجاهلية مُؤْتَمِرًا أو المُؤْتَمِر. وكان المُحَرَّم في الجاهلية هو رَجَب.
وسُمِّيَ المحرَّم بذلك لأنه شهرٌ محرَّم من الأشهر الحُرُم الأربعة، التي لا يَستحلُّ المسلمون فيها القتال، ولا يأتي «المحرَّم» إلا معرفا بـ «ال»، فوجب إدخال الألف واللام (أل التعريف) على هذا الشهر؛ تمييزًا له من الأشهر الثلاثة التي يوصف كل منها أنه مُحَرَّم، أي: محرَّمٌ القتال فيها، فإذا قيل: «شهر مُحرَّم» مجردًا من أل التعريف، احتملَ أن يكون مُرادَ القائل: رَجَبٌ، أو ذو القَعْدة، أو ذو الحِجَّة، أو المحرَّم، فلَزِمَتْ لام التعريف (أل التعريف) هذا الشهر لتنقُلَهُ من الوصف (بأنه شهْرٌ محرَّمٌ) إلى الاسم العَلَم؛ لئلَّا يشتبه السامع: أيَّ شهرٍ محرم أرادَ القائلُ وعَنَىٰ؟ وقال الله في الأشهر الحُرُم: ﴿إِنَّ عِدَّةَ الشُّهُورِ عِنْدَ اللَّهِ اثْنَا عَشَرَ شَهْرًا فِي كِتَابِ اللَّهِ يَوْمَ خَلَقَ السَّمَاوَاتِ وَالْأَرْضَ مِنْهَا أَرْبَعَةٌ حُرُمٌ ذَلِكَ الدِّينُ الْقَيِّمُ فَلَا تَظْلِمُوا فِيهِنَّ أَنْفُسَكُمْ وَقَاتِلُوا الْمُشْرِكِينَ كَافَّةً كَمَا يُقَاتِلُونَكُمْ كَافَّةً وَاعْلَمُوا أَنَّ اللَّهَ مَعَ الْمُتَّقِينَ ۝٣٦﴾ [التوبة:36].
وما مِن صلة بين غُرَّة المحرَّم وهجرة رسول الله إلى يثرب.

## التسمية
سُمي هذا الشهر المُحَرَّمَ لأنه من الأشهر الحُرُم؛ وهي أشهر كانت العرب تُحَرِّم فيه القتال.
وفي «معجم المصطلحات والألفاظ الفقهية» و«مُعْجَم الوسيط»: «لا يأتي "المحَرَّم" إلا معرفا بـ "أل"».
وقال شهاب الدين الخفاجي في «شفاء الغليل»: «مُحَرَّمٌ: بدون الألف واللام نصوا على أنه ممنوع؛ لأنه عَلَمٌ بالغَلَبة؛ فتلزمه اللام أو الإضافة. واستعمله ابْنُ الرُّومي مضافًا في قوله: (من مجزوء البسيط): مُحَرَّمُ الحَوْلِ في تَقَدُّمِهِ».
قال الفيُّوميُّ في «المصباح المنير»: «وبِاسْمِ الْمَفْعُولِ سُمِّىَ‌ الشَّهْرُ الْأَوَّلُ مِنَ السَّنَةِ، وأَدْخَلُوا عَلَيْهِ الألِفَ‌ واللاَّمَ لَمْحًا لِلصِّفَةِ فِى الْأَصْلِ[أي: إشارةً للمعنى الأصلي قبل أن يكون علمًا، وهو صفة كونه محرمًا] وجَعَلُوهُ عَلَمًا بِهمَا، مثْلُ: النَّجْمِ، والدَّبَرَانِ، ونَحْوِهِمَا. ولَا يَجُوزُ دُخُولُهُمَا عَلَى غَيْرِهِ مِنَ الشُّهُورِ عندَ قَوْمٍ‌، وعنْدَ قَوْمٍ يَجُوزُ عَلَى صَفَرٍ، وشَوَّال. وجمْعُ‌ الْمحرَّمِ‌: مُحَرَّمَاتٌ‌».
قال النَّحَّاس: «وأُدْخِلَت الْألف واللاّم فِي المُحَرَّم دون غَيْرِه من الشُّهُور».
وقال أحمد مختار عمر في «مُعْجَم الصواب اللُّغَوِيّ»: «لمْ يَرِدِ اسمُ هذا الشهْر مجردًا من الألف واللام؛ لأن العرب أدخلت عليه أداة التعريف من دون الشهور الأخرى وجعلته علمًا بها».
وقال صاحبُ «حاشية البُجَيْرَمِيّ»: «وَاخْتُصَّ الْمُحَرَّمُ بِالتَّعْرِيفِ لِكَوْنِهِ أَوَّلَ السَّنَةِ فَكَأَنَّهُمْ قَالُوا: هَذَا الَّذِي يَكُونُ أَوَّلَ الْعَامِ دَائِمًا اهـ. قِيلَ وَالْحِكْمَةُ فِي جَعْلِهِ أَوَّلَ الْعَامِ أَنْ يَحْصُلَ الِابْتِدَاءُ بِشَهْرٍ حَرَامٍ وَيُخْتَمَ بِشَهْرٍ حَرَامٍ، وَتُتَوَسَّطَ السَّنَةُ بِشَهْرٍ حَرَامٍ وَهُوَ رَجَبُ، وَإِنَّمَا تَوَالَى شَهْرَانِ فِي الْآخِرِ لِإِرَادَةِ تَفْضِيلِ الْخِتَامِ».